# Spirovskij rajon
Lo Spirovskij rajon (in russo Спировский район?) è un rajon dell'Oblast' di Tver', nella Russia europea; il capoluogo è Spirovo. Istituito nel 1929, ricopre una superficie di 1.497 chilometri quadrati.